# Francisco Jiménez Orge
Francisco Jiménez Orge (1877-¿?) fue un militar español que luchó en la guerra civil española defendiendo a la República. Tuvo otros dos hermanos, Alfredo y Evelio, que también fueron militares de carrera y como él se mantuvieron fieles al gobierno de la República. Era miembro de la Unión Militar Republicana Antifascista (UMRA).

## Biografía
Antes de la guerra civil participó en la represión de la Sanjurjada de agosto de 1932, al frente de uno de los dos batallones que salieron desde Madrid para oponerse al intento de golpe de Estado del general Sanjurjo en Sevilla. 
Miembro fundador de la UMRA, organizó una célula de esta organización en el Ministerio de la Guerra.

### Guerra Civil
Al estallar la sublevación militar contra el gobierno en julio de 1936  era coronel de infantería, y estaba destinado en el Ministerio de la Guerra.
Junto al coronel Ildefonso Puigdendolas organiza una columna que marcha hacia Guadalajara, ciudad que los militares sublevados habían tomado. El 22 de julio sustituye a Puigdendolas en el mando de la columna que acababa de tomar la ciudad, quedando así como jefe de dicho frente. En aquel momento tenía su puesto de mando en Taracena, y sus fuerzas cubrían la carretera de Madrid-Zaragoza a la altura de Sigüenza. Sus fuerzas no serán muchas, aunque las enemigas tampoco, y el gran predominio de milicianos anarquistas le hará tener bastantes problemas de indisciplina y de autoridad. Su actuación en dicho frente fue muy pasiva, y cuando sus tropas tuvieron que luchar, retrocedieron ante el primer contratiempo. Durante su jefatura se produce la pérdida de Sigüenza (septiembre-octubre de 1936), y el fracaso de la posterior ofensiva (enero de 1937), lo que hace que se pierda la confianza en él y sea sustituido por Víctor Lacalle Seminario. Las fuerzas republicanas de este frente serán posteriormente el embrión de la 12.ª División.
El 14 de enero de 1937 pasa a ser Comandante militar de Ciudad Real y de su centro de movilización. Posteriormente sería nombrado Comandante militar de Albacete. Al final de la contienda, cuando se produjo el Golpe de Casado en marzo de 1939, Jiménez Orge se puso a disposición del coronel Casado, y con él todas fuerzas militares republicanas de la provincia de Albacete, incluyendo las Fuerzas aéreas y los Cuerpos de seguridad. 

### Posguerra
Tras la guerra fue capturado por las tropas franquistas, procesado y condenado a una pena de 30 años de reclusión, que finalmente le fue reducida a 20 años. 
En 1943 salió de prisión en régimen de libertad vigilada.